# فرودگاه سنکتی ساسائیریتوس
فرودگاه سنکتی ساسائیریتوس (به انگلیسی: Sancti Spíritus Airport) یک فرودگاه همگانی با کد یاتا USS است که یک باند فرود آسفالت دارد و طول باند آن ۱۸۰۱ متر است. این فرودگاه در کشور کوبا قرار دارد و در ارتفاع ۹۰ متری از سطح دریا واقع شده است.